# 나카야마 다다야스
나카야마 다다야스(中山忠能, 1809년 음력 11월 11일 ~ 1888년 6월 12일)는 에도 시대 후기에서 메이지 시대 전기까지의 공가, 정치인이다. 참의, 권대납언 등을 지냈다. 공무합체파로서 쇼군 도쿠가와 이에모치와 고메이 천황의 동생 가즈노미야 지카코 내친왕의 혼인을 주도하였다.
|  | 제1대 나카야마 후작가 당주 1884년 ~ 1888년 | 후임 나카야마 다카마로 |

| 전임 나카야마 다다요리 | 제24대 나카야마가 당주 | 후임 나카야마 다다나루 |